# Твердотільна електроніка

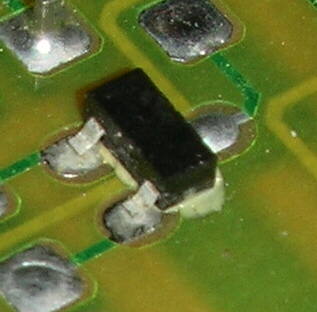
SMD-транзистор на друкованій платі, 1988 рік

Твердоті́льна електро́ніка—  спеціальність, предметом якої є використання фізичних явищ у твердих тілах для побудови приладів, пристроїв і систем напівпровідникової та діелектричної електроніки, включаючи інтегральну напівпровідникову мікроелектроніку, акустоелектроніку, оптоелектроніку, мікроелектроніку, кріоелектроніку, молекулярну електроніку тощо.
Напрямки досліджень:
- Елементний базис напівпровідникової електроніки.
- Прилади на основі p-n структур, бар'єрів Шотткі, структур типу МДН [1] і МОН, ефектів сильного електричного поля, термоелектричного поля, термоелектричних, тензорезистивних, гальваномагнітних, фотоелектричних та інших ефектів. Конструювання, технологічні основи побудови гібридних та інтегральних мікросхем різного ступеня інтеграції і призначення (напівпровідникові, оптоелектронні, магнітооптичні і т.ін.).
- Розроблення приладів, пристроїв та систем функціональної електроніки.
- Використання об'ємних, поверхневих акустичних хвиль (резонатори, лінії затримки, фільтри, дефлектори та модулятори світла, логічні елементи, обробка цифрових сигналів тощо).
- Прилади на основі піроелектричних, сегнетоелектричних та магнітних матеріалів.
- Вплив зовнішніх факторів на матеріали і прилади твердотільної електроніки.
- Елементна база та пристрої кріоелектроніки.

## Історія

Біполярний транзистор у розрізі

Народження твердотільної електроніки можна віднести до 1833 року. Саме тоді Майкл Фарадей експериментуючи з сульфідом срібла, виявив, що провідність даної речовини зростає з підвищенням температури, на противагу провідності металів, яка в цьому випадку зменшується. Це явище Фарадей не зміг пояснити. Наступним етапом у розвитку твердотільної електроніки став 1874 рік, коли німецький фізик Фердинанд Браун опублікував свою статтю в одному з журналів, де він описав найважливішу властивість напівпровідників (на прикладі сірчаних металів) — можливість проводити струм тільки в одному напрямку. Браун марно намагається пояснити суперечну закону Ома, випрямну властивість контакту напівпровідника з металом, проводячи все нові і нові дослідження. Браун не зумів пояснити таку властивість напівпровідників і його сучасники не приділили належної уваги цьому явищу.

Транзистор, керований полем

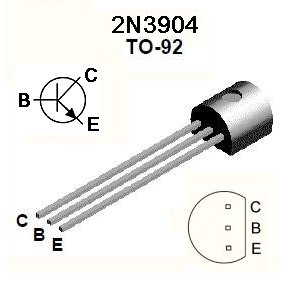

Поява транзистора в XX столітті стало переворотним моментом у розвитку електроніки. Цей винахід пов'язано з багатьма іменами великих вчених.
У 1906 році американський інженер Грінліф Віттер Пікард отримав патент на кристалічний детектор — тонкий металевий провідник, що контактував з поверхнею металу. Поява безлічі конструкцій такого детектора, не принесло бажаних результатів, а поява в цей час електронних ламп зводить нанівець усі зусилля створити напівпровідниковий пристрій відповідає вимогам того часу.

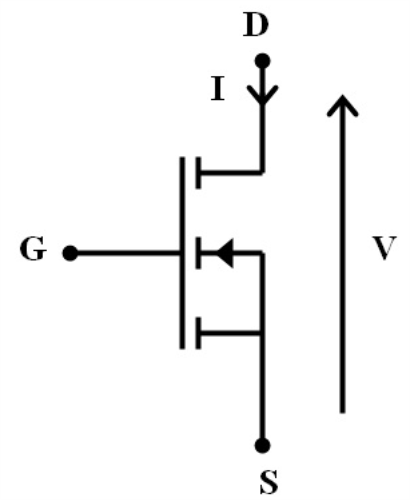
Польовий транзистор

Перші патенти на принцип роботи польових транзисторів були зареєстровані в Німеччині в 1928 році на ім'я Юлія Едґара Лилієнфельда. Німецький фізик Оскар Гайль в 1934 році запатентував польовий транзистор.
Польові транзистори засновані на простому електростатичному ефекті поля, по фізичним процесам вони простіше біполярних транзисторів, і тому вони придумані і запатентовані, задовго до біполярних транзисторів. Тим не менш, перший МОН-транзистор, що становить основу мікроелектроніки, виготовлений пізніше біполярного транзистора в 1960 році. І тільки в 90-х роках XX століття за часів лавинного розвитку комп'ютерної техніки, МОН-технологія набула масового поширення і стала домінувати над біполярною.

біполярний транзистор

Так тільки в 1947 році Вільям Шоклі, Джон Бардін і Волтер Браттейн в лабораторіях компанії «Bell Labs» вперше створили діючий біполярний транзистор, продемонстрований 16 грудня того ж року. 23 грудня відбулося офіційна церемонія демонстрації транзистора в дії, і ця дата вважається днем винаходу транзистора.
Транзистор отримав своє справжнє найменування не відразу, пропонувалися різні варіанти його найменування «напівпровідниковий тріод» (semiconductor triode), «твердий тріод» (англ. solid triode), «тріод поверхневого стану» (англ. surface states triode), «кристалічний тріод» (англ. crystal triode) і «lotatron», але в результаті було прийнято назву запропоноване Джоном Пірсом транзистор (transistor від англ. transfer — переносити і англ. resistance — опір).
Спочатку назва «транзистор» відносилося до резисторів, керованим напругою, схематично транзистор можна представити саме в такому вигляді, як опір, регульований напругою на одному електроді (в польових транзисторах — напруга між затвором і витоком, в біполярних — напруга між базою і емітером).

## Приклади використання твердотільних приладів в електроніці
- Помножувач напруги на випрямному діоді;
- Помножувач частоти на нелінійному діоді;
- Емітерний повторювач (напруги) на біполярному транзисторі;
- Колекторний підсилювач (потужності) на біполярному транзисторі;
- Емулятор індуктивності на інтегральних мікросхемах, конденсаторах і резисторах;
- Перетворювач вхідного опору на польовому або біполярному транзисторі, на інтегральній мікросхемі операційного підсилювача в аналоговій і цифровій мікроелектроніці;
- Генератор електричних сигналів на польовому діоді, діоді Шотткі, транзисторі або інтегральній мікросхемі в генераторах сигналів змінного струму;
- Випрямляч напруги на випрямному діоді в колах змінного електричного струму в різноманітних пристроях;
- Джерело стабільної напруги на стабілітроні в стабілізаторах напруги;
- Джерело стабільної напруги на випрямному діоді в схемах зсуву напруги база-емітер біполярного транзистора;
- Світловипромінювальний елемент в освітлювальному приладі на світлодіоді;
- Світловипромінювальний елемент в оптоелектроніці на світлодіоді;
- Світлоприймальної елемент в оптоелектроніці на фотодіоді;
- Світлоприймальної елемент в солярних панелях солярних електростанцій;
- Підсилювач потужності на біполярному або польовому транзисторі, на інтегральній мікросхемі;
- Підсилювач потужності у вихідних каскадах підсилювачів потужності сигналів, змінного і постійного струму;
- Логічний елемент на транзисторі, діодах або на інтегральній мікросхемі цифрової електроніки;
- Комірка пам'яті на одному або декількох транзисторах в мікросхемах пам'яті;
- Підсилювач високих частот на діоді;
- Процесор цифрових сигналів на інтегральній мікросхемі цифрового мікропроцесора;
- Процесор аналогових сигналів на тразисторах, інтегральній мікросхемі аналогового мікропроцесора або на операційних підсилювачах;
- Периферійні пристрої комп'ютера на інтегральних мікросхемах або транзисторах;
- Вхідний каскад операційного або диференціального підсилювача на транзисторі;
- Електронний ключ в схемах комутації сигналів на польовому транзисторі з ізольованим затвором;
- Електронний ключ в схемах з пам'яттю на діоді Шотки;